# Альбендазол
Альбендазо́л (лат. Albendazolum, син. немозол, альбенза) — лекарственное средство, антигельминтный препарат широкого спектра действия группы бензимидазолов. Эффективен при энтеробиозе, аскаридозе, стронгилоидозе, эхинококкозе, трихиниллёзе, трихоцефалёзе.

## Физические свойства
Белый или беловатый порошок. Практически нерастворим в воде. Растворим в диметилсульфоксиде, сильных кислотах и щелочах, плохо растворим в метиловом спирте, хлороформе, этилацетате.

## Фармакологические свойства
Наибольшая эффективность препарата достигается в отношении личиночных форм цестод (Echinococcus granulosus) и нематод (Strongiloides stercolatis). Также  эффективен в отношении Cysticercus cellulosae и  личиночной формы Taenia solium. По механизму действия и молекулярному строению близок к мебендазолу. При попадании в организм гельминтов нарушает синтез цитоплазматического β-тубулина, что приводит к резкому снижению усвоения глюкозы и, как следствие, замедлению образования АТФ, что влечёт гибель паразитов. При этом препарат не оказывает ингибирующего влияния на метаболизм глюкозы млекопитающих (и человека).

## Фармакокинетика
Медленно и лишь частично всасывается желудочно-кишечном тракте за счёт малой растворимости в воде, время полувыведения Т1/2  составляет 8—12 часов (при нарушении работы печени — до 32 часов), накапливается в жировой ткани, печени, личинках гельминтов. Приём жирной пищи (примерно 40 г жира) ведёт к увеличению усвояемости препарата. Выводится преимущественно фекалиями в неизменном виде.
В процессе метаболизма быстро подвергается окислению по тиопропильному фрагменту до сульфоксида альбендазола, который далее выступает в качестве активного противогельминтного вещества. Также показано, что в клетках печени одним из путей метаболизма препарат является его превращение в гидроксиальбендазол под действием фермента CYP2J2. Метаболит быстро распространяется по организму, связывания с белками крови на уровне 70%, далее окисляется до альбендазолсульфона и выводится из организма с мочой.

## Показания
Энтеробиоз, аскаридоз, стронгилоидоз, трихинилёз, эхинококкоз, трихофацелёз. В случае эхинококкоза полное излечение достигается примерно в 40% случаев, ещё в 40% случаев достигается результат с благоприятным прогнозом. Также показан при заражении Baylisascaris procyonis, Capillaria philippinensis, Wuchereria bancrofti, Brugia malayi, Gnathostoma spinigerum, Gongylonema, анкиломостозных инфекциях и других гельминтозах.

## Форма выпуска и дозировка
Применяется орально. Выпускается в таблетках по 0,2 г. Дозировка в зависимости от типа гельминтного заражения составляет от 0,2 г/сутки при энтеробиозе до 0,6—1,0 г при трихинилёзе. Назначается как для длительного непрерывного приёма, так и циклами по 28 дней с перерывами на 14 дней. Продолжительность курсов составляет до 3 месяцев. Эффективность увеличивается при приёме с жирной пищей.

## Противопоказания
Беременность, поражение сетчатки глаза, угнетение костно-мозгового кроветворения.

## Побочные действия
Головная боль, головокружения, диспепсические явления, повышение артериального давления, аллергические реакции, нарушение функции печени (у 20% пациентов) и почек в период приёма препарата в результате выделения токсичных веществ при гибели гельминтов, угнетение костно-мозгового кроветворения и другие гематологические нарушения (лейкопения, гранулоцитопения и др.), временное выпадение волос.

## Взаимодействие
Дексаметазон, празиквантел и циметидин увеличивают концентрацию альбендазола в крови. С осторожностью при совместном приеме с теофиллином.